# Monumento a Eva Perón (Buenos Aires)
El Monumento a Eva Perón, en la ciudad de Buenos Aires, Argentina, se encuentra emplazado en la plaza ubicada en Avenida del Libertador entre Agüero y Austria, en el predio de la Biblioteca Nacional, que pasó a llamarse Evita Perón en lugar del nombre anterior de Rubén Darío. Fue inaugurado por el presidente Carlos Menem el 3 de diciembre de 1999 antes de estar terminado, debido a que dejaba el cargo el día 10 de ese mes. Existió un proyecto anterior de monumento, aprobado en 1952, que no llegó a concluirse debido al derrocamiento del gobierno peronista en septiembre de 1955.

## Primer proyecto de monumento

### Su gestación
En 1951 Eva Perón comenzó a pensar en un monumento que conmemorara el Día de la Lealtad que constara de la estatua de un trabajador elevándose de una tumba que guardaría los restos de un descamisado. Cuando Evita comenzó a tomar conciencia de la gravedad de la  enfermedad, expresó el deseo de descansar en la cripta de ese monumento. El concepto entonces cambió de la tumba de un descamisado desconocido a un “verdadero Taj Mahal argentino”, la “obra faraónica más grande de la Argentina”.
Evita quería que el Monumento al Descamisado fuera el más alto, el más pesado, el más costoso del mundo, y que se viera desde lejos, como la torre Eiffel. «La obra debe servir para que los peronistas se entusiasmen y desahoguen sus emociones eternamente, aun cuando ninguno de nosotros esté vivo», le dijo a la diputada Celina Rodríguez de Martínez Paiva, que presentaría el proyecto en el congreso.
Encargaron a León Tomassi, un escultor italiano que estaba en esa época trabajando en las figuras que iban a decorar la nueva sede de la Fundación Eva Perón –la actual Facultad de Ingeniería- que preparara la maqueta con la instrucción textual de Evita: “Tiene que ser el más grande del mundo”. Cuando a finales de 1951 estuvo lista, ella le requirió que el interior se pareciera más a la tumba de Napoleón que recordaba haber visto en París durante su gira de 1947.
Conforme la maqueta finalmente aprobada, la figura central, un trabajador musculoso de sesenta metros, se alzaría sobre un pedestal de setenta y siete. A su alrededor, una enorme plaza, tres veces más amplia que el Campo de Marte, estaría rodeada por 16 estatuas de mármol del Amor, de la Justicia Social, de los Niños Únicos Privilegiados y de los Derechos de la Ancianidad. En el centro del monumento se construiría un sarcófago como el de Napoleón en Invalides, pero de plata, con una imagen yacente en relieve. El conjunto arquitectónico era más alto que la basílica de San Pedro, medía una vez y media la Estatua de la Libertad (de 91 metros), triplicaba la del Cristo Redentor y su dimensión era similar a la de la pirámide de Keops; pesaría 43.000 toneladas y la estructura incluiría 14 ascensores.
A Evita le entusiasmó tanto el proyecto que dispuso reemplazar la figura del trabajador por la de ella misma. El 26 de junio de 1952 la Cámara de Diputados y el 7 de julio, el Senado aprobaron la ley de erección del monumento a Eva Perón en Buenos Aires con réplicas en el interior del país y la formación de una comisión encargada de ejecutar los planes; el 26 de julio fallecía Evita, quien alude en su testamento a esa ilusión de eternidad: «Así yo me sentiré siempre cerca de mi pueblo y seguiré siendo el puente de amor tendido entre los descamisados y Perón».
El costo de la obra –encarecido por todo lo que debía gastarse en mármol de Carrara- estaba estimado en 150 millones de pesos, pero el ministro de Obras Públicas Dupeyrón calculó que hacer “una construcción de 140 metros de altura, con una estatua de 53 metros y 16 figuras de 5 metros de alto cada una, cuesta más de 400 millones”.

### La discusión en el Congreso
Insumió cinco sesiones en las que se escucharon ochenta y cuatro panegíricos de Evita; el de la senadora Hilda Nélida Castiñeira comparaba a Evita con  reinas y santas: “Eva Perón resume lo mejor de Catalina de Rusia, Isabel de Inglaterra, Juana de Arco e Isabel la Católica...” en tanto la senadora y cantante de tangos Juana Larrauri expresó: “Eva Perón es el honor de los honores. No acepto que se la compare con ninguna otra mujer, ni con ninguna heroína de ninguna época”. 
Dice Reynaldo Pastor que, a partir del 17 de julio de 1952 hubo reuniones para tratar lo relativo al monumento en el Ministerio de Trabajo y Previsión de las que quedaron actas y versiones taquigráficas “que permiten conocer aquella discusión palaciega sobre las proyecciones y emplazamiento, sobre la base de lo que deseaba la señora”, como por ejemplo, “que se levante en la Plaza de Mayo y que tenga dimensiones colosales”; “la cripta debe ser altísima”; “la entrada será baja, semejante a la tumba de Napoleón, para que los contreras se agachen”.
Como el espacio en esa plaza era insuficiente, Cámpora propuso “demoler los edificios de la Intendencia Municipal y del diario La Prensa, no es muy difícil hacerlo" en tanto Subiza, consideraba mejor correr la Pirámide de Mayo, alegando que “la cambiaron tantas veces de lugar que no sería novedoso que se volviese a hacer”. Otra sugerencia eran instalarlo en el cruce de las avenidas de Mayo y 9 de Julio, a lo que se oponían Larrauri y Raúl Apold: “Nosotros sabemos que la señora quiere que lo hagamos en la Plaza de Mayo”. Las actas indican que las consultas eran directamente con Evita, así, por ejemplo, Apold en la reunión del 21 de julio expresó: “Yo tengo la obligación de hacer presente que la señora quiere que vengan artistas de todo el mundo. Como la señora habla y razona perfectamente, en cualquier momento se le pregunta”. Al día siguiente, el ministro de Obras Públicas, Roberto M. Dupeyrón, dejó aclarado: “Este es un anteproyecto que vamos a someter a juicio de la señora. Después haremos lo que la señora establezca”. La altura de la cúpula, que iba a ser de ocho pisos, se modificó cuando la senadora Larrauri recordó en una reunión que “la señora quiere que sean catorce”.
Después de realizadas cuatro primeras reuniones fallece Evita, pasaron a tener más importancia los deseos de Perón y se produce un giro en las discusiones pues la pleitesía a la fallecida fue rápidamente reemplazada por la  subordinación presidencial y alguien recordó que un año antes se había aprobado otra ley que ordenaba erigirle un monumento a Perón. Surgió entonces la cuestión de si el monumento debía estar coronado por la estatua de él o de ella. Pastor dice que el presidente se opuso a lo primero advirtiendo que “la figura de la homenajeada no se reconocería, pues en tamaño tan grande resultaría ridícula”. Circuló entonces la versión de que la Plaza de Mayo se reservaba para la estatua de Perón y que en la rotonda de Avenida de Mayo y 9 de Julio se levantaría un gran mausoleo con sus restos, coronado por el monumento al Descamisado.
Finalmente se eligió ubicarla en Palermo entre la Facultad de Derecho y la por entonces residencia presidencial y actual Biblioteca Nacional, considerando los técnicos de Obras Públicas, lo más apropiado por los jardines que la bordearían y las dimensiones del proyecto. 
Al cumplirse el primer aniversario de la muerte de Evita, la prensa anunció la tan esperada exhibición  de la maqueta y resaltó sus dimensiones pero sin hacer comentarios acerca de los cambios que había sufrido el proyecto. 
Cuando en septiembre de 1955 los cimientos estaban terminados y la estatua a punto de ser embutida en el encofrado la sublevación militar que derrocó a Perón frustró la obra, y lo ya realizado fue demolido.

## El segundo monumento
La Ley 23.376 de 1986 dispuso levantar el monumento a Eva Perón; en febrero de 1997, el presidente Carlos Saúl Menem llamó a concurso para ejecutarlo y en septiembre de ese año, el Concejo Deliberante de la ciudad de Buenos Aires estableció que ocupaba se emplazaría en la plaza ubicada en Avenida del Libertador entre Agüero y Austria, en el predio de la Biblioteca Nacional, que pasó a llamarse Evita Perón en lugar del nombre anterior de Rubén Darío, para lo cual debió trasladarse la estatua del poeta nicaragüense que se encontraba en el lugar. Allí estuvo hasta 1955 la Residencia Presidencial que habitó Eva Duarte junto con su esposo, cuando Perón era presidente de la República.
Es una estructura de piedra de casi 20 metros de alto realizada por el artista Ricardo Gianetti con granito para el pedestal y bronce para la propia escultura, que representa a Eva Perón,en actitud de avance. Sobre la base de la escultura se lee: “Supo dignificar a la mujer, dar protección a la infancia y amparar la ancianidad, renunciando a los honores". "Quiso para siempre ser simplemente Evita, eterna en el alma de nuestro pueblo, por mejorar la condición humana de humildes y trabajadores, luchando por la justicia social". Fue inaugurado por el presidente Carlos Menem el 3 de diciembre de 1999 antes de estar terminado, debido a que dejaba el cargo el día 10 de ese mes.